# Лузевера
Лузевера (італ. Lusevera) — муніципалітет в Італії, у регіоні Фріулі-Венеція-Джулія,  провінція Удіне.
Лузевера розташована на відстані близько 490 км на північ від Рима, 85 км на північний захід від Трієста, 23 км на північ від Удіне.
Населення — 661 особа (2014).

## Демографія
Населення за роками:

Станом на 1 січня 2023 року в муніципалітеті офіційно проживало 30 іноземців з 11 країн, серед них 16 громадян країн Євросоюзу та 1 громадянин України.

## Сусідні муніципалітети
- Капоретто
- Джемона-дель-Фріулі
- Монтенарс
- Німіс
- Резія
- Тайпана
- Тарченто
- Венцоне